# Приходцев, Василий Иванович
Василий Иванович Приходцев (1921—2001) — подполковник Советской Армии, участник Великой Отечественной войны, Герой Советского Союза (1944).

## Биография
Василий Приходцев родился 14 февраля 1921 года в селе Кубер (ныне — в черте города Путивля Сумской области Украины) в крестьянской семье. Окончил семь классов школы в 1938 году, работал в колхозе. В 1940 году Приходцев был призван на службу в Рабоче-крестьянскую Красную Армию. С июня 1941 года — на фронтах Великой Отечественной войны. Принимал участие в боях на Южном, Западном, Сталинградском, Воронежском и 1-м Украинском фронтах. Участвовал в битве за Москву и Сталинградской битве. Дважды был ранен. В 1944 году Приходцев окончил Ленинградскую высшую офицерскую бронетанковую школу. К марту 1944 года гвардии лейтенант Василий Приходцев командовал танком 1-го гвардейского отдельного танкового полка 1-й гвардейской армии 1-го Украинского фронта. Отличился во время освобождения Хмельницкой области Украинской ССР.
За период с 28 по 31 марта 1944 года в районе Каменец-Подольского Приходцев вместе со своим экипажем уничтожил вражеский танк, штурмовое орудие, 6 артиллерийских орудий, 3 миномёта, а также большое количество вражеских солдат и офицеров. 29 марта при участии Приходцева было освобождено село Марьяновцы, 30 марта — Смотричевская Слобода.
Указом Президиума Верховного Совета СССР от 24 мая 1944 года за «образцовое выполнение боевых заданий командования на фронте борьбы с немецкими захватчиками и проявленные при этом мужество и героизм» гвардии лейтенант Василий Приходцев был удостоен высокого звания Героя Советского Союза с вручением ордена Ленина и медали «Золотая Звезда» за номером 3960.
Участвовал в освобождении Польши, Чехословакии, Германии. После окончания войны Приходцев продолжал службу в Советской Армии. В 1951 году в звании подполковника он был уволен в запас. Проживал в Магадане, работал в ПО «Северовостокзолото». Позднее жил в Черновцах. С 1996 года Приходцев проживал в Смоленске. В том же году он подвергся нападению грабителя — в подъезде дома тот сорвал с его груди медаль «Золотая Звезда». Ввиду такого потрясения, перенеся три инсульта, Приходцев скончался 24 июня 2001 года. Похоронен на Братском кладбище Смоленска.
Был также награждён орденами Октябрьской Революции, Отечественной войны 1-й степени, Красной Звезды, а также рядом медалей.